# Wenceslao Roces Suárez
Wenceslao Roces Suárez (Soto (Sobrescobiu), 3 de febrer de 1897 - Mèxic, 28 de març de 1992) va ser un jurista, historiador, traductor i polític asturià.

## Biografia
Llicenciat en Dret amb Premi Extraordinari Fi de Carrera per la Universitat d'Oviedo en 1919, un any més tard, en la Universitat Central de Madrid, va guanyar el Premi Extraordinari de Doctorat amb la seva tesi «El caso fortuito en el derecho de obligaciones». Les excel·lents qualificacions li van permetre accedir a una beca de la Junta d'Ampliació d'Estudis amb la qual va marxar a Alemanya per a completar la seva formació i on va treballar al costat de Rudolf Stammler.
De tornada a Espanya en 1922, va guanyar la càtedra d'Institucions de Dret Romà en la Universitat de Salamanca amb tot just trenta anys. El cop d'estat de Miguel Primo de Rivera que donarà lloc a la dictadura el sorprèn en la Universitat. Amic personal de Miguel de Unamuno amb qui se solidaritza, la sortida a l'exili d'aquest es correspondrà amb el seu bandejament al febrer de 1924 i la pèrdua de la càtedra. Actiu durant la dictadura, hagué de limitar el seu treball a algunes col·laboracions en les revistes jurídiques especialitzades d'Europa i Llatinoamèrica al mateix temps que dedica els seus esforços en la traducció d'obres de filosofia del dret, dret romà i dret polític. Les seves inclinacions cap al marxisme no li priven de ser crític en les anàlisis d'algunes qüestions i seves seran les traduccions de les més prestigioses obres jurídiques de crítica científica com les de Rudolf Stammler. Però al mateix temps co-funda l'editorial Cenit amb la qual traduirà a l'espanyol bona part de les obres dels autors marxistes, des de Karl Marx a Rosa Luxemburg en la col·lecció Biblioteca Carlos Marx. El final de la dictadura i del regnat d'Alfons XIII li permetrà iniciar una febril activitat política.
Membre del Partit Comunista d'Espanya, col·labora en la creació del PCE a Madrid i s'integra en el Front Antifeixista, en la Unió d'Escriptors i Artistes Proletaris i en Socors Roig Internacional, al mateix temps que veu la llum la seva traducció del Manifest Comunista. La revolució d'Astúries de 1934 el duu a Astúries, des d'on hagué de marxar a l'exili en la Unió Soviètica (havia estat cofundador de l'Associació d'Amics de la Unió Soviètica) per a no tornar fins a la victòria del Front Popular a les eleccions de 1936.
Després de declarar-se la Guerra Civil, va ser nomenat Sotssecretari del Ministeri d'Instrucció Pública i Belles Arts pel ministre comunista Jesús Hernández, al mateix temps que va col·laborar a buscar el suport de França a la República durant la guerra. De la seva labor en el gabinet va sobresortir pel seu interès a conservar el patrimoni del Museu del Prado durant el conflicte. Al final de la contesa ha d'exiliar-se de nou, aquesta vegada a França per a viatjar gairebé immediatament a Sudamérica. A partir d'aquest moment la seva activitat política es reduïx en benefici de la intel·lectual. Una vegada instal·lat a Mèxic en 1942, i després d'un breu pas per les universitats de Santiago de Xile i L'Havana, va començar a treballar amb el Fons de Cultura Econòmica per a la traducció de diversos textos jurídics i històrics, al mateix temps que és nomenat professor de Dret Romà i Història de Roma per la Universitat Nacional Autònoma de Mèxic, per a ocupar també, amb posterioritat, la plaça de professor d'Història de Grècia en la Facultat de Filosofia i Lletres. Durant la transició política va tornar a Espanya en 1977, una vegada legalitzat el Partit Comunista. Va ser escollit Senador per Astúries en les eleccions de 1977 en la candidatura unitària Per a un Senat Democràtic. No obstant això, la seva avançada edat i les dificultats consegüents per a dedicar-se plenament a l'activitat política li fan renunciar a l'escó pocs mesos després per a tornar a Mèxic, on moriria en 1992.
De la seva obra com traductor (en nombroses ocasions al costat de José Gaos i Eugenio Imaz), a més de bona part dels textos i autors que componen la Biblioteca de Carlos Marx, mereixen destacar-se les seves contribucions a difondre en espanyol les obres d'autors com Ernst Bloch, Ernst Cassirer, Eli Filip Heckscher, Wilhelm von Humboldt i Rudolf Stammler.

## Obres
- El camino de la riqueza
- La cultura de nuestro tiempo
- Marxismo, humanismo de nuestra época